# کوشاتکی
کوشاتکی (به چکی: Košátky) یک منطقهٔ مسکونی در جمهوری چک است که در ناحیه ملادا بولسلاو واقع شده‌است. کوشاتکی ۵٫۴۸ کیلومتر مربع مساحت و ۱۷۴ نفر جمعیت دارد و ۲۱۸ متر بالاتر از سطح دریا واقع شده‌است.